# Vesconte Maggiolo

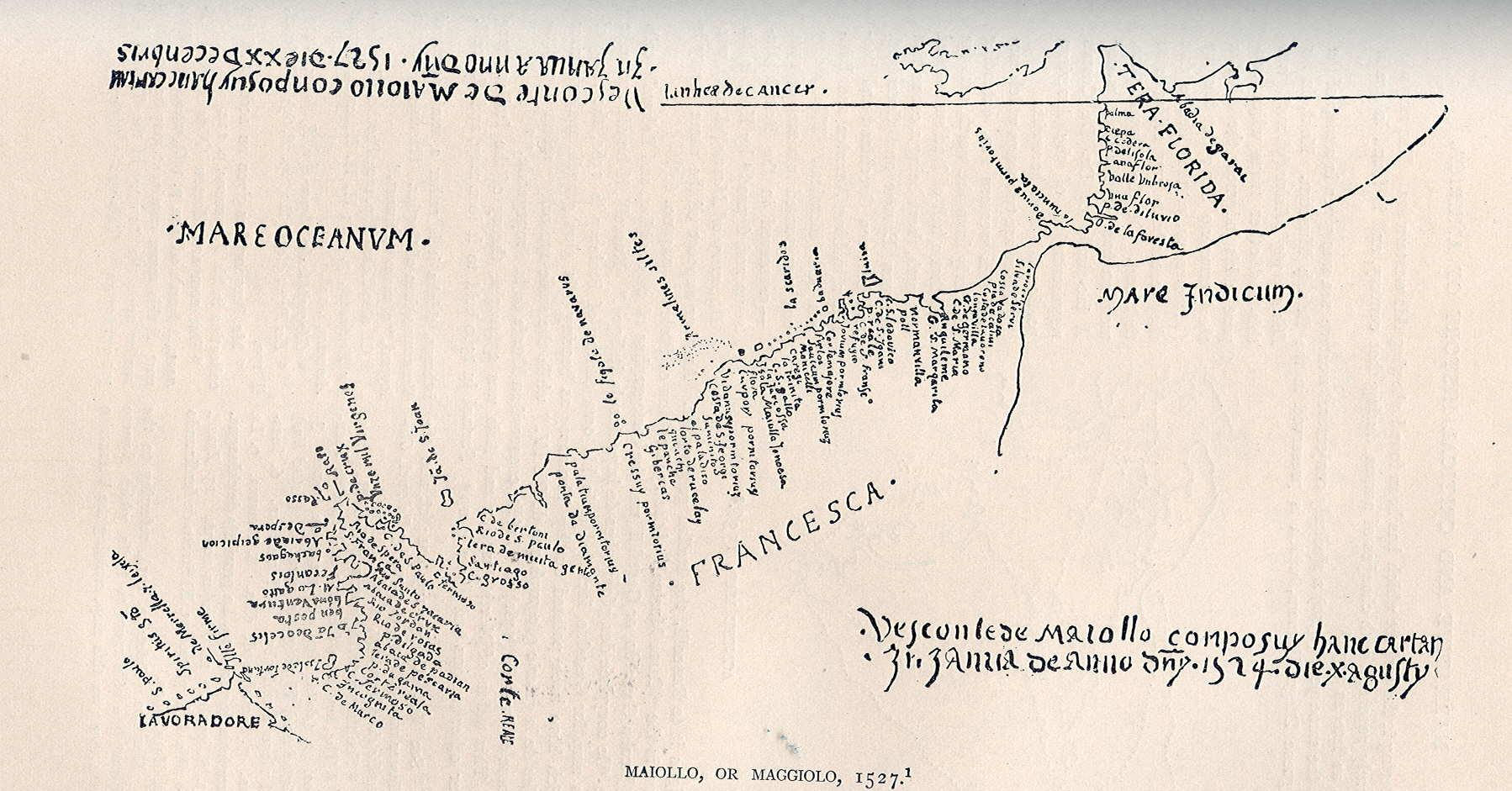
Mappa del 1527 di Visconte Maggiolo mostrante la costa orientale del Nord America con "Tera Florida" in alto e "Lavoradore" (Labrador) in basso. Si suppone che le informazioni gli pervennero dal viaggio di Giovanni da Verrazzano del 1524 (Biblioteca Ambrosiana, Milano.)

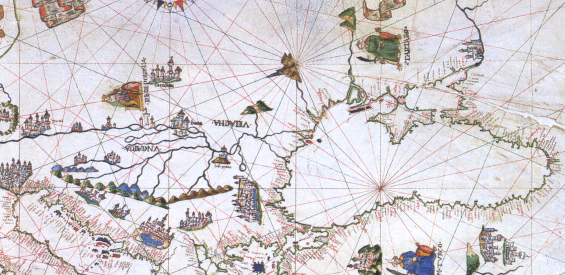
Portolano del mar Nero (1541).

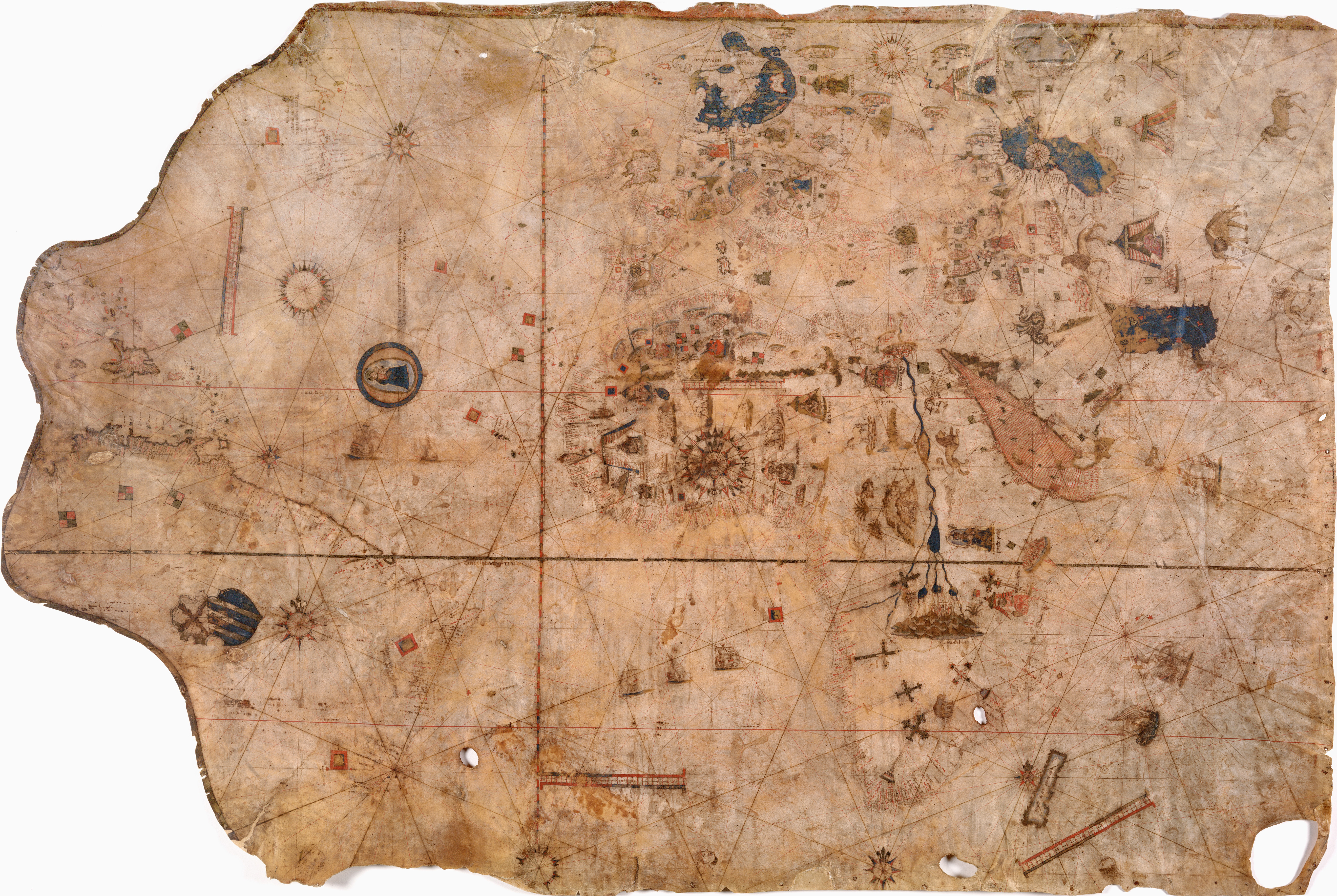
Carta del mondo, dalle coste orientali americane all'India (1516).

Vesconte Maggiolo (Genova, 1475 – Genova, tra il 1549 e 1561) è stato un cartografo italiano, altresì noto come Vesconte de Maiollo o de Maiolo.

## Biografia
Nato intorno al 1475 da Giacomo e Mariola de Salvo, originari di Rapallo, ma residenti in Genova, il Maggiolo fu uno dei principali cartografi della sua epoca, capostipite di una famiglia di cartografi che si protrasse per numerose generazioni.
Iniziò la sua attività di cartografo agli inizi del XVI secolo e quello che è noto come "Planisfero di Fano", datato intorno al 1504 e realizzato in patria, fu la sua prima più importante realizzazione. Nel 1511 è a Napoli, ove sposa una donna del posto. Tra le opere certe realizzate durante la sua permanenza partenopea si contano due atlanti, del 1511 e 1512, tre carte nautiche (1512, 1513, 1515) ed un planisfero nautico del 1516.
Per volontà del doge genovese Ottaviano Fregoso, nel 1518 fu richiamato in patria, ove gli fu offerto l'incarico ufficiale di "Magister cartarum pro navigando", con uno stipendio di 100 lire annue.
Abbiamo certezza che fosse in contatto (almeno epistolare) con Giovanni da Verrazzano, mentre non si hanno prove certe che abbia navigato assieme a lui nel 1524 anche se potrebbe essere possibile (i documenti certificano solamente che era a Genova nel 1521, anno in cui il Senato gli attribuisce uno stipendio vitalizio, e di nuovo a partire dal 1525, anno in cui firma alcune carte realizzate a Genova: Astengo, 2007, p. 73); alcuni suo planisferi ripropongono i toponimi usati da Verrazzano sulle coste del Nordamerica e propongono un sottile istmo a nord della Florida, al di là del quale si aprirebbe un golfo dell'Oceano Pacifico navigabile fino all'Asia (come si vede anche nel famoso planisfero di Girolamo da Verrazzano del 1529).
Nel 1529 gli venne inoltre riconosciuto il diritto di trasmettere la carica di "Magister" ad uno dei suoi figli, suoi collaboratori: Giovanni Antonio e Iacopo, questi citato anche come Giacomo.
Ultima sua opera nota è un atlante datato 1549. Morirà in Genova tra il 1549 ed i primi mesi del 1561, come si evince da un documento in cui il figlio fa riferimento al defunto padre con il "quondam" (Astengo 2007, p. 72).
Il Maggiolo, pur specializzato soprattutto nel realizzare carte del bacino del Mediterraneo, del mar Nero e dell'Egeo, aree di pertinenza dei genovesi, fu il primo a riportare in un suo atlante del 1548 il toponimo del fiume sudamericano "Rio de Amaxones".